# Маслув-Другий
Маслув-Другий (пол. Masłów Drugi) — село в Польщі, у гміні Маслув Келецького повіту Свентокшиського воєводства.
Населення — 1337 осіб (2011).
У 1975-1998 роках село належало до Келецького воєводства.

## Демографія
Демографічна структура на день 31 березня 2011 року:
|          | Загалом | Допрацездатний вік | Працездатний вік | Постпрацездатний вік |
| -------- | ------- | ------------------ | ---------------- | -------------------- |
| Чоловіки | 682     | 147                | 483              | 52                   |
| Жінки    | 655     | 113                | 419              | 123                  |
| Разом    | 1337    | 260                | 902              | 175                  |